# تقاطع مخاريط

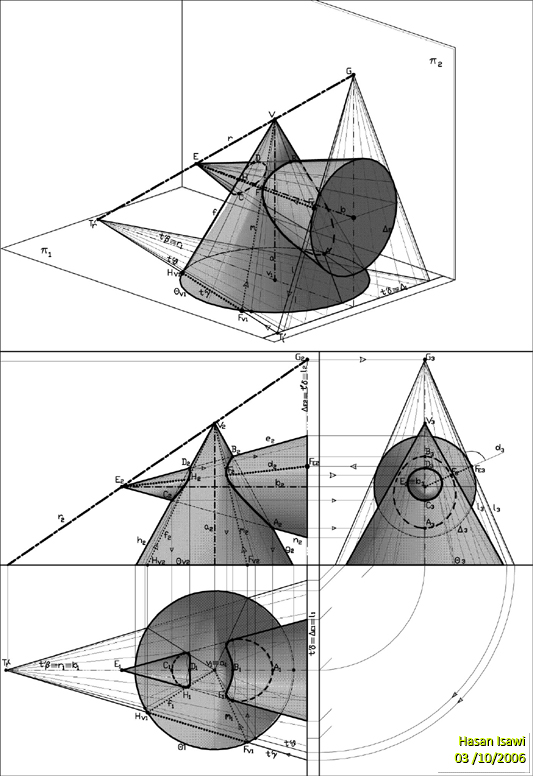
شكل1: تقاطع بين مخروطين, في هذة الحالة المستويات المساعدة القاطعة المخروطين تمر بالخط المار بقمتيهما

التقاطع بين المخاريط يعتبر في الهندسة الوصفية  واحد من حالات التقاطع بين الأسطح المسطرة

. وبما أن الأسطوانة هي حالة استثنائية للمخروط، فيمكن سرد حالات التقاطع كما يلي :
- بين مخروطين (شكل1)
- بين مخروط واسطوانه (شكل2)
- بين اسطوانتين (شكل3)

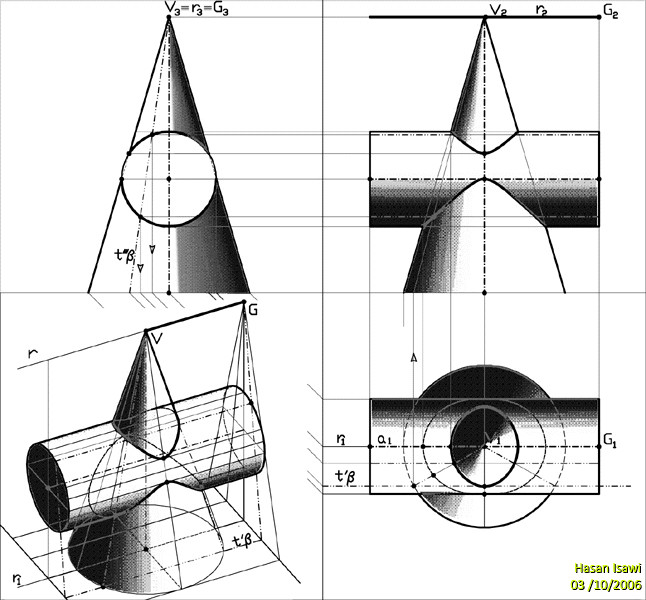
شكل2: تقاطع بين مخروط واسطوانه, في هذه الحالة المستويات المساعدة القاطعة تمر بالخط الذي يمر بقمة المخروط ويوازي لمحور الأسطوانة

في جميع الحالات المذكورة يمكن إيحاد منحنى التقاطع (Intersection curve) بين اثنين من الأسطح المخروطية،  باستخدام عدد كاف من المستويات المساعدة المشتركة بالخط المار بقمتي السطحين والقاطعة أو الماسة لسطحيهما.
وفقا للحالات الفردية المذكورة أعلاة، الخط المار بقمتي السطحين، يمكن أن يكون :
- خط نهائي،  عندما السطحين يكونا مخروطين (شكل1) (أو مخروط  واسطوانه، أي أن الخط  المشترك للمستويات المساعدة يمر بنقطتين. أللتي يمكن أن يكونا نقطتين نهائيتين في حالة المخروطين (شكل1),  ونقطه نهائية والأخرى لانهائية في حالة المخروط والأسطوانة. في هذه الحالة الأخيرة الخط المعني يمر بقمة المخروط ويكون موازي لمحور الأسطوانة (شكل2).
- خط  لانهائي، عندما يكون هناك أسطوانتين. في هذه الحالة المستويات المساعدة تكون موازية لمحوري الأسطوانتين (شكل3).

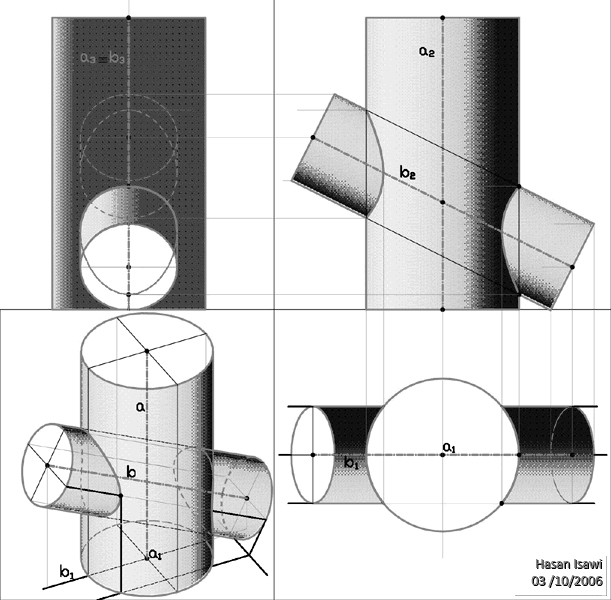
شكل3: تقاطع بين أسطوانتين, في هذه الحالة المستويات المساعدة القاطعة تكون موازية لمحوري الأسطوانتين

## تقاطع اثنين من المخاريط
لنقترض الحالة (شكل1) التي عين فيها اثنين من المخاريط الدائرية بمحاور (a, b) متوازية بالتوالي لمستويي الإسقاط الرئيسية (π1,π2).
للعثور على المنحنى المشترك بين المخروطين، يمكن قطعهما باستخدام عدد كافي من المستويات المساعدة التي تمر جميعها بقمتيهما V ,E. كل واحد من هذه المستويات يقطع كل مخروط وفقا لراسمين باستثناء الحالة التي يكون فيها المستوى مماس لواحد من المخاريط.
النقاط المشتركة للرواسم متحدة المستوى تكون منحنى التقاطع المطلوب. في هذه الحالة منحنى تربيعي بطيه واحدة. 
الإجراء التقني يكمن في إتباع ما يلي:
- نوصل القمتين  V E بخط r.  الذي يمثل الخط المشترك لجميع المستويات المساعدة.
- نحدد نقطتي التقاطع T'r, G بين الخط r  ومستويي قاعدتي المخروطين
- لإيجاد بعض النقاط المهمة مثل F, H لمنحنى التقاطع, في هذه الحالة نقطتي المماس بين رواسم المخروط V والمنحنى, نشرع بعمل ما يلي:
- نستخدم مستوى مساعد γ  بحيث يمر بالخط r  l. حيث l هو الخط الذي يمر بالنقطة G ويكون مماس لقاعدة المخروط E.
- نحدد الراسم  d  كخط مماس بين γ والمخروط E
- نحدد الراسمين m, f كتقاطع بين المستوى γ والمخروط V.
- نجد اثنتين F, H  من النقاط  المهمة المطلوبة كتقاطع بين الرواسم d، m, f. وبطريقة مماثلة نجد النقطتين المتناظرتين  ل F, H.

ملاحظة: إذا كان السطحين يشتركان بمخروطية فإنهما يتقاطعان وفقًا لمخروطية  آخرى